# Puchar Świata w Zapasach 2016
Zawody Pucharu Świata w 2016 roku

## w stylu klasycznym rywalizowano pomiędzy 19–20 maja wShiraziewIranie
| Poz. | Państwo     |
| ---- | ----------- |
|      | Iran        |
|      | Rosja       |
|      | Turcja      |
| 4.   | Kazachstan  |
| 5.   | Białoruś    |
| 6.   | Azerbejdżan |
| 7.   | Ukraina     |
| 8.   | Niemcy      |

## w stylu wolnym w dniach 11 i 12 czerwca wLos AngeleswUSA
| Poz. | Państwo           |
| ---- | ----------------- |
|      | Iran              |
|      | Rosja             |
|      | Gruzja            |
| 4.   | Stany Zjednoczone |
| 5.   | Azerbejdżan       |
| 6.   | Mongolia          |
| 7.   | Indie             |
| 8.   | Turcja            |